# Eersel
Eersel è una municipalità dei Paesi Bassi di 18 166 abitanti situata nella provincia del Brabante Settentrionale.